# Karine Giboulo
Karine Giboulo, née en 1980 à Sainte-Émélie-de-l'Énergie est une artiste canadienne connue pour ses dioramas sculpturaux miniatures.

## Biographie
Karine Giboulo, née en 1980 vit à Montréal (2014). Elle fait ses études en art plastique au Cégep du Vieux-Montréal en 1998, la photographie au Collège Marsan en 1999 et en histoire de l'art à l'Université de Montréal en 2005,. Ses voyages en Chine, Inde, Kenya, Haïti inspirent souvent ses œuvres,.
Ses sculptures réalisées principalement en argile de polymère couverte d'acrylique, commentent certains enjeux sociaux contemporains, y compris les usines chinoises et les réfugiés migrants,,,.
Les dioramas miniatures de Karine Giboulo ont souvent une connotation politique et sociale,. Son travail de 2014, Hyperland, présente un diorama à plusieurs niveaux qui dépeint des scènes d'excès de consommation, surmonté d'un paysage naturaliste.

## Expositions
Karine Giboulo a été exposée plus d'une trentaine de fois.
En 2008, elle présente All you can eat au Quebec and Canadian Art. La Collection McMichael d'art canadien présente une rétrospective de son travail en 2013,. En 2016 au Musée canadien des civilisations, son exposition intitulée Cités Bidon, modélise en miniature, les bidonvilles haïtiens de Port-au-Prince connus sous le nom de Democracy Village,. En 2018, elle installe Arnait dans la salle d'exposition de l'espace culturel Georges-Émile-Lapalme de la Place des Arts à Montréal du Nord. C'est le fruit d'un travail sur la vie en ville des femmes inuites qu'elle côtoie à Montréal pendant un an.
Le Musée des Beaux-Arts de Montréal accueille Joueuses / joueurs, énigmes et jeux d’esprit en art contemporain en 2019. Errance sans retour est présenté au Musée National des Beaux-Arts du Québec en 2021-2022.
En 2022, une de ses œuvres du projet collectif Errance sans retour sur les réfugiés rohingya (avec les cinéastes Mélanier Poirier et Olivier Higgins et le photographe Renaud Philippe) est exposée par Art Mûr à la Biennale de Venise.
En octobre 2022, le Musée Gardiner présente Housewarming, une exposition que Karine Giboulo conçoit et réalise pendant le confinement Covid-19. Elle installe 500 petits personnages dans une réplique grandeur nature de son appartement. Présentés dans des scénographies installées dans chaque pièce ou objets familiers, ils illustrent avec tendresse les maux d'aujourd'hui : isolement, pauvreté, surconsommation, « égoportraits », destruction de l'environnement, exploitation des travailleurs, réchauffement climatique... Elle-même se représente dans des moments de vie, utopiques ou stressants. Karine Gibelou, nous entraîne dans une réflexion sur notre place dans le monde à travers ce microcosme attractif, émouvant et incisif.

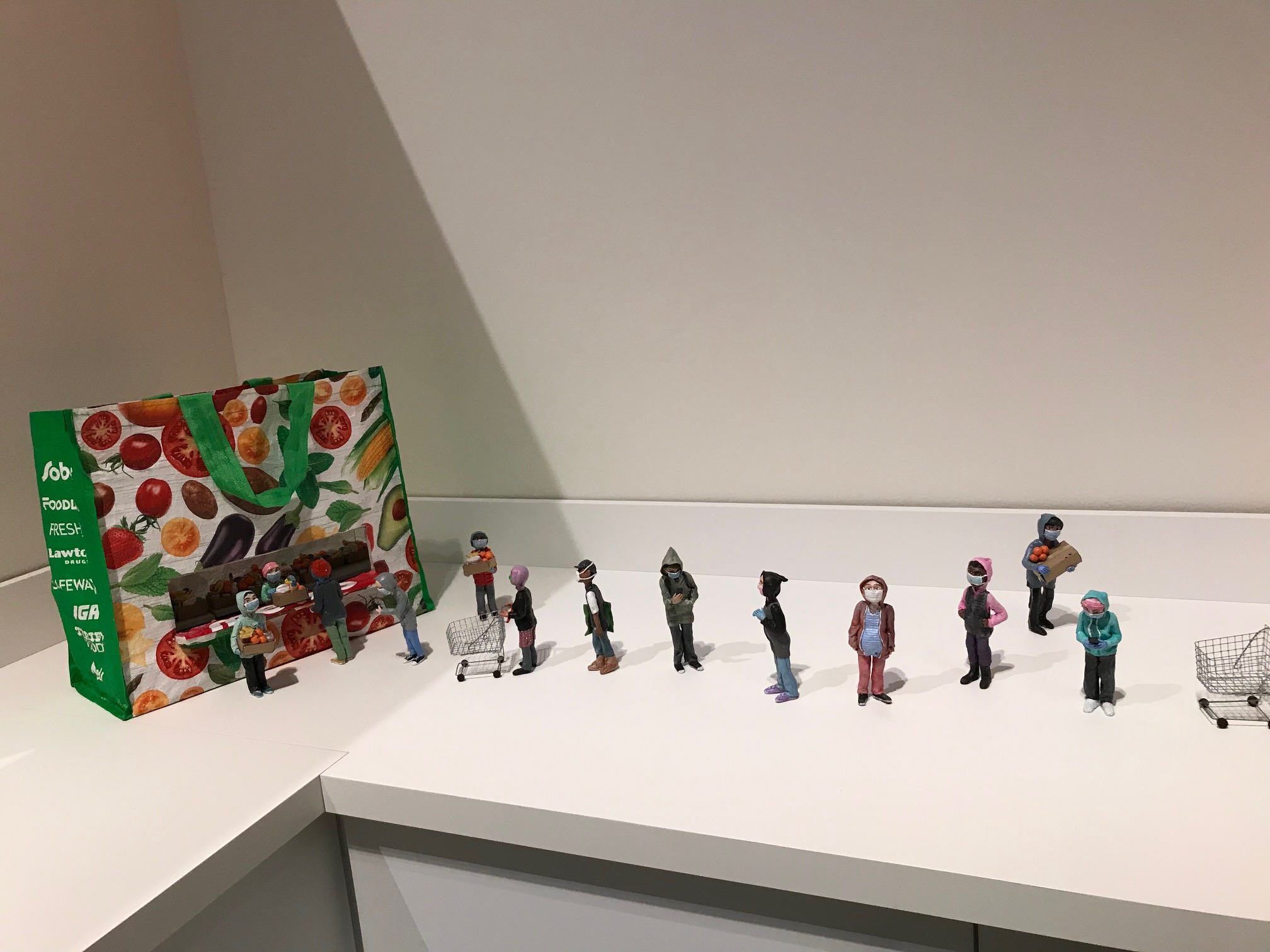
File d'attente devant une banque alimentaire, Karine Giboulo, Housewarming, Musée Gardiner, octobre 2022.

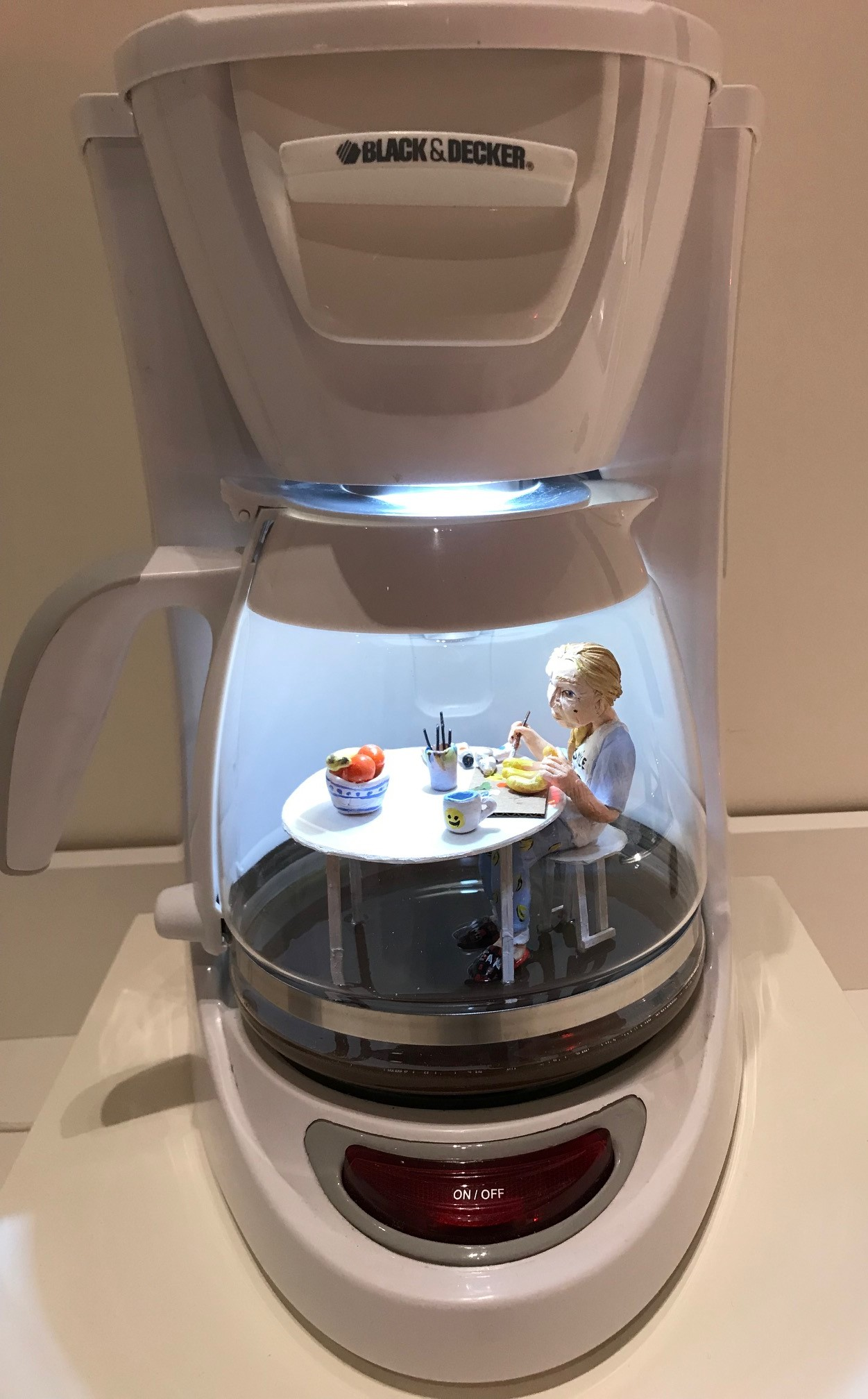
Femme à la cafetière, Karine Giboulo, Housewarming, Musée Gardiner, octobre 2022.

## Collections
Le travail de Karine Giboulo fait partie des collections du Musée national des beaux-arts du Québec du Musée des beaux-arts de Montréal et de la Collection McMichael d'art canadien.